# Euseius prasadi
Euseius prasadi är en spindeldjursart som beskrevs av Chant och D. McMurtry 2005. Euseius prasadi ingår i släktet Euseius och familjen Phytoseiidae. Inga underarter finns listade i Catalogue of Life.